# Batalha de Ugentana
A Segunda Batalha de Ugentana, foi uma operação militar que ocorreu em 1536, entre forças portuguesas e as do sultão Aladim Riate Shah II de Jor.

## A Batalha
Em 1535, o capitão de Malaca D. Estevão da Gama atacara a cidade de Ugentana, então capital do sultão de Jor. Ainda que tenha logrado queimar a povoação, o sultão evitou a destruição total das suas forças evacuando a cidade e o seu exército para a selva, ao passo que a maior parte da sua frota também se encontrava fora àquela data. Logo, assim que os portugueses partiram, pôde o sultão reconstruir a sua cidade e continuar a atacar a navegação de Malaca, pelo que D. Estevão viu-se obrigado a tentar destruir Ugentana uma vez mais. Partiu de Malaca com uma nau, vários navios ligeiros a remo, 400 soldados portugueses, 400 auxiliares e um número não registado de "escravos-de-peleja" arcabuzeiros.
Uma tempestade abateu-se sobre os portugueses quando a frota atravessava o estreito de Singapura, e galé de D. Estevão afundou-se. Tendo navegado pelo Rio de Jor acima, os portugueses descobriram que o sultão construíra uma nova paliçada guarnecida por 5.000 homens, onde antes existira um forte de pedra destruído no ataque anterior, a curta distância da sua capital. No entanto, as forças dos sultão encontravam-se bastante enfraquecidas porque os portugueses haviam capturado muita artilharia sua no ano anterior. D. Estevão desembarcou com um destacamento de homens e atacou a paliçada por terra; os marinheiros portugueses, os auxiliares malaios e os escravos lançaram bombas de fogo, em argila, que pegaram fogo às defesas em madeira e semearam o caos entre os defensores. Mediante o grito de guerra de Santiago! os soldados lançaram-se ao ataque, e capturaram a estacada após um breve combate.
Os portugueses capturaram naquele sítio a frota do sultão, totalizando esta 40 lancharas. Toda a batalha foi testemunhada pelo sultão de cima de um elefante e uma vez mais tentou este evacuar os seus súbditos para a selva, mas sofreu uma revolta e o seu trem de bagagem, no qual transportava o seu tesouro foi atacado a meio da retirada pelos seus próprios guerreiros em fuga. Nestas condições, pretendeu assinar pazes com os portugueses, porém D. Estevão só aceitou assinar um tratado de paz depois de lhe ter o sultão fornecido o seu tio como refém, de forma a garantir que de futuro respeitaria o tratado de paz.
Com a captura da frota de Jor, a navegação no estreito de Singapura tornou-se muito mais segura e o comércio aumentou.